# تیم فوتسال زنان مس کرمان
تیم فوتسال مس کرمان یک تیم ایرانی فوتسال است که در حال حاضر در لیگ برتر فوتسال زنان ایران حضور دارد؛ این تیم برای اولین‌بار در قالب نام تیم «دختران کویر مس کرمان» در فصل ۱۳۹۵ در لیگ برتر فوتسال زنان ایران شرکت کرد.
تیم فوتسال دختران کویر از سال ۱۳۸۹ فعالیت خود را در فوتسال کشور با هدایت سعیده ایرانمنش آغاز کرد؛ این تیم که فعالیت خود را از رقابت‌های لیگ استانی آغاز کرد، پله به پله سطح خود را با موفقیت در رده‌های مختلف رقابت‌های فوتسال بالا برد.
این تیم در فصل ۱۳۹۴ در رقابت‌های لیگ دسته اول فوتسال زنان کشور مقتدرانه به مقام قهرمانی رسید تا جواز صعود به لیگ برتر فوتسال زنان کشور را کسب کند.
باشگاه مس کرمان در راستای رسالت حمایت خود از ورزش قهرمانی تلاش کرد تا در کنار رشته‌های فوتبال مردان، بسکتبال مردان و هندبال مردان به تیمداری در ورزش زنان اقدام به فعالیت کند.
در طول ۵ فصل حضور تیم فوتسال زنان مس کرمان در لیگ برتر فوتسال زنان ایران، رتبه چهارم جدول در فصل ۱۳۹۷ بهترین رتبه این تیم به‌شمار می‌آید.
مس کرمان در گروه‌بندی مسابقات لیگ برتر فوتسال زنان فصل ۱۴۰۰ با تیم‌های پالایش نفت آبادان، چیپس کامل مشهد، نامی نو اصفهان، هیئت فوتبال رودان، پویندگان صنعت فجر شیراز، فرهان ملارد و بوتا پارس ایرانیان در گروه اول مرحله مقدماتی مسابقات قرار دارد.
این تیم که در لیگ دسته اول فوتسال زنان حضور داشت، در فصل ۰۴-۱۴۰۳ موفق شد با کسب جایگاه دوم، برای فصل ۰۵-۱۴۰۴ به لیگ برتر صعود کند. 

## عملکرد کلی
در جدول زیر، عملکرد تیم فوتسال زنان در مسابقات مختلف مشاهده می‌شود.
| فصل  | لیگ                        | جایگاه        | توضیحات            |
| ---- | -------------------------- | ------------- | ------------------ |
| ۱۳۹۴ | دسته اول فوتسال زنان ایران | قهرمان        | صعود به لیگ برتر   |
| ۱۳۹۵ | لیگ برتر فوتسال زنان ایران | هشتم          |                    |
| ۱۳۹۶ | لیگ برتر فوتسال زنان ایران | پنجم          |                    |
| ۱۳۹۷ | لیگ برتر فوتسال زنان ایران | چهارم         |                    |
| ۱۳۹۸ | لیگ برتر فوتسال زنان ایران | هشتم          |                    |
| ۱۳۹۹ | لیگ برتر فوتسال زنان ایران | چهارم (گروهی) | عدم صعود به پلی آف |
| ۱۴۰۰ | لیگ برتر فوتسال زنان ایران | پنجم (گروهی)  | عدم صعود به پلی آف |

## بازیکنان کنونی
مطابق با آیین‌نامه نقل و انتقالات لیگ برتر فوتسال زنان، هر تیم مجاز به جذب ۴ بازیکن ملی‌پوش است و باید فهرست بازیکنان اصلی با حضور ۱۴ بازیکن (حداقل ۲ دروازه‌بان) به سازمان لیگ فوتسال ارائه گردد.
| بازیکنان تیم فوتسال زنان مس کرمان |
| نام                               |
| --------------------------------- |
| فاطمه خدایی                       |
| بهاره عرب                         |
| نازنین اثنی عشری                  |
| زینب انجم شعاع                    |
| نجمه کریمی نسب                    |
| نرجس کریمی نسب                    |
| آذین نخعی                         |
| مهسا محمدی                        |
| فائزه ریحانی مقدم                 |
| هانیه علیدادی                     |
| صدف امجد                          |
| یاسمین مروت نژاد                  |
| عالیه مرشد                        |
| حکیمه ظهیر مهدی پور               |
| راضیه نظری رباطی                  |
| فاطمه حسینی نسب                   |

## کادرفنی
در طول دوران حضور تیم فوتسال زنان مس کرمان در لیگ برتر، آن‌ها تغییر و تحولات پرشماری را روی نیمکت خود نداشتند و سعیده ایرانمنش مسئولیت فنی تیم را برعهده داشته‌است؛ جوان‌گرایی، بومی‌گرایی و کشف استعدادهای جدید سیاست اصلی مسی‌ها برای حضور در فوتسال زنان بوده‌است و آن‌ها تمرکز جدی بر مسئله استعدادیابی در طول سالیان حضور در لیگ برتر داشته‌اند.
| کادر فنی تیم فوتسال زنان مس کرمان | کادر فنی تیم فوتسال زنان مس کرمان |
| سمت                               | نام                               |
| --------------------------------- | --------------------------------- |
| سرمربی                            | سعیده ایرانمنش                    |
| مربی                              | -                                 |
| مدیر فنی                          | -                                 |
| مربی بدنساز                       | -                                 |
| مربی دروازه‌بان‌ها                  | -                                 |
| سرپرست                            | آنیتا جواندل                      |
| تدارکات                           | فاطمه افشاری پور                  |